# Prinzessin Olympia
Prinzessin Olympia (Originaltitel Olimpia) ist ein 1959 in Wien gedrehter, US-amerikanisch finanzierter und italienisch produzierter Spielfilm von Michael Curtiz  mit Sophia Loren in der Hauptrolle. Die männlichen Hauptrollen spielen Maurice Chevalier und John Gavin. Die Geschichte basiert auf Franz Molnars Bühnenstück Olympia (1928).

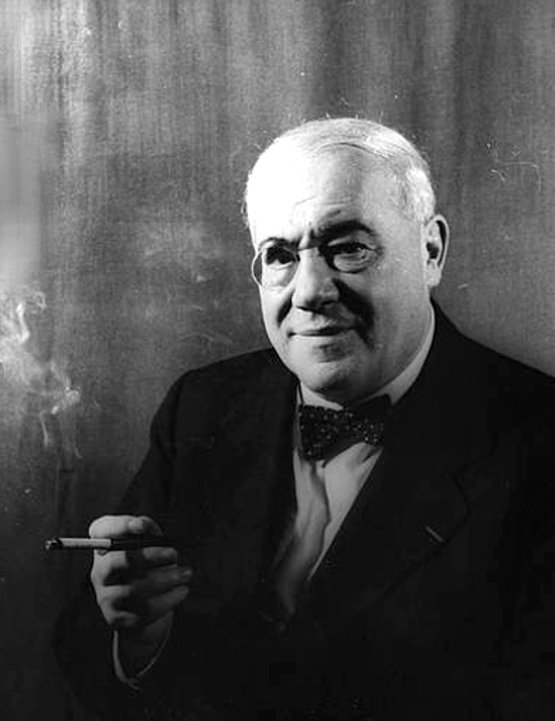
Vorlageautor Franz Molnar

## Handlung
Am Hof von Kaiser Franz-Joseph I. zu Wien im Jahre 1907. Da sich die Prinzessin Olympia von Ballastrem-Kagran nicht gemäß den Gepflogenheiten des österreichischen Adels verhalten hat, wird sie vom Hof verbannt. Man wirft Olympia vor, sich „skandalöser Indiskretionen“ schuldig gemacht zu haben, die ihren Ex-Mann zu einem Selbstmordversuch veranlassten. Die Prinzessin reitet daraufhin in ungestümer Weise auf ihrem Hengst zu ihrer abgelegenen Jagdhütte und wird unterwegs vom Pferd geworfen. Ein am Wegesrand mit seinem Automobil fahrender Mann hält an. Es ist ein früher US-amerikanischer Tourist namens Charles „Charlie“ Foster, seines Zeichens Bergbauingenieur aus Pittsburgh. Olympia reagiert instinktiv und täuscht eine Verletzung vor, da ihr der attraktive Yankee gut gefällt. Sie sorgt dafür, dass Charlie sie zur Jagdhütte trägt, damit sie mit ihm ungestört sein kann. Dort stellt sie sich ihm als „Bäuerin Lucretia“ vor und versucht, den schüchternen Charlie zu verführen. Doch dessen Scheu und amerikanisch-verklemmte Sittsamkeit verbietet ihm, sich auf das „unmoralische Angebot“ der österreichischen Schönheit einzulassen. Und so verbringt man keusch die Nacht miteinander. Am nächsten Morgen wacht Olympia auf und findet eine Nachricht von Charlie, in der er sagt, dass er sich in sie verliebt habe. An das, was in der vergangenen Nacht geschehen (oder in diesem Fall besser: nicht geschehen) ist, kann sie sich nicht mehr erinnern.
Während Charlie draußen an seinem Auto zugange ist, kehrt Olympia zu sich heim, wo ihr mitgeteilt wird, dass der Kaiser sie begnadigt habe. Begeistert eilt sie zurück nach Wien, ohne Charlie zu benachrichtigen. Im Haus ihrer Eltern, Prinz Philip und Prinzessin Eugenie, erfährt Olympia, dass sie mit Preußens Prinz Ruprecht vermählt werden soll, um die Bande zwischen Österreich-Ungarn und dem Deutschen Reich weiter zu vertiefen. Eugenie warnt Olympia, dass ihr Verhalten bis zur Hochzeit makellos bleiben muss, da jeder Skandal das eheliche Vorhaben empfindlich stören könne. Während man eine große Feier plant, um Ruprecht willkommen zu heißen, erscheint Charlie, der hofft, mit dem als kaiserlicher Minister amtierenden Prinz Philip über seine Firma zum Abbau von Bauxit in Wien zu verhandeln. Im Schloss wird Charlie eine Audienz bei Philip verweigert, aber als er von der Feier hört, beschließt er, sich dort einzuschleichen. In der Partynacht, als Charlie mit dem Orchester hereinschlüpft, plant Gräfin Lina Schwatzenfeld, Olympia zu diskreditieren, in der Hoffnung, ihre heimliche Affäre mit Ruprecht fortzusetzen. Dadurch konnte die Gräfin einst ihrem Gatten Albert einen wichtigen Posten verschaffen.
Während Ruprecht und Olympia tanzen, findet Charlie seinen Weg zu Philipps Arbeitszimmer, wo er den Prinzen davon zu überzeugen versucht, sich für seinen Geschäftsvorschlag beim Kaiser zu verwenden. Als Charlie Olympia entdeckt, drängelt sich Charlie zwischen die Tanzenden. Obwohl sie sich zu dem Amerikaner hingezogen fühlt, bittet sie ihn zu gehen. Gräfin Lina bemerkt, dass die Wachen Charlie wegführen. Am nächsten Tag lässt die ihn zu Olympias Reitturnier einladen. Lina lädt auch Graf Sandor, den kaiserlichen Protokollchef, ein, der alle moralischen Verfehlungen „nach oben“ melden soll. Als Lina in Anwesenheit von Sandor Charlie über seine Beziehung zu Olympia befragt, erkennt Charlie, dass sie versucht, den Ruf der Prinzessin zu beflecken, und sagt Olympia später, dass er für ein nächtliches Rendezvous mit ihr schweigen werde. Beide besuchen ein Cabaret, wo sie nicht erkannt werden, und Olympia erklärt ihm dort die Sitten ihrer Gesellschaft: Die Ehe unter Aristokraten sei stets auch eine Form der Politik und weniger eine Liebesangelegenheit, was aber nicht bedeutet, dass man nebenher nicht auf Affären haben dürfe. Der prüde Charlie ist über derlei Gebaren schockiert, besonders als er Philip mit der Can-Can-Tänzerin Yvette sichtet. Er nimmt Olympia mit nach Hause, wo sich beide leidenschaftlich küssen. Ihre Mutter hat dies gesehen und weist Olympia am nächsten Morgen an, die Affäre mit dem Amerikaner sofort zu beenden, um die anstehende Ehe mit Ruprecht nicht zu gefährden. Endlich kommt es zum Treffen Charlies mit Prinz Philip. Der warnt den energiegeladenen Amerikaner, dass es bisweilen Jahre dauern könnte, bis sich der greise Kaiser zu einem Geschäftsabschluss durchringen könne. Angesichts der Tatsache, dass er sich die Wartezeit mit Olympia versüßen könnte, ist der verliebte Charles nicht sonderlich beunruhigt.
Von den Ausführungen ihrer Mutter beeinflusst, bittet Olympia Charlie später, zu gehen. Sie behauptet wahrheitswidrig, sie sei seiner müde geworden. Als dieser daraufhin geschockt von dannen stürmt, kann Olympia ihre Tränen nur mühsam verbergen. Später informiert Graf Sandor Prinzessin Eugenie, dass gegen Olympia ermittelt werde, da Lina sie beschuldige, ein Verhältnis mit Charlie eingegangen zu sein. Als Sandor geht, um diesbezüglich Charlie zu befragen, ruft Olympia, die sich nicht sicher sein kann, ob ihr Abend in der Jagdhütte mit Charlie nicht doch eher „unkeusch“ gewesen war, erneut nach dem Amerikaner, um ihn zu bitten, ihre Ehre zu bewahren, sollte es damals zum Äußersten gekommen sein. Wütend besteht Charlie darauf, dass Olympia als Gegenleistung für sein Schweigen mit ihm ein Wochenende in der Hütte verbringen soll. Schließlich willigt Olympia ein, bleibt ihm gegenüber aber kalt und distanziert. Als er versucht, sie zu verführen, hält er jedoch kurz inne und sagt Olympia, dass sie gehen könne, wenn sie wolle. Jetzt endlich gesteht Olympia ihm ihre Liebe, und sie umarmen sich. Als Charlie aber erkennt, dass sie ihn nur als ihren Liebhaber haben will und noch immer vorhat, aus dynastischen Gründen und jenen der „hohen Politik“ zuliebe Ruprecht zu heiraten, gibt Charlie frustriert auf.
Zurück im Palast, behauptet Eugenie, Olympia habe die Masern, aber Linas Intrigen lässt diese Lüge platzen. Schließlich wird Olympia zum Kaiser einbestellt. Während Charlie erfährt, dass sein Heiratsantrag abgelehnt wurde, spricht der Kaiser Olympia frei, die nun endlich Prinz Ruprecht heiraten kann. Philip zieht sie jedoch beiseite, um ihr zu raten, sich für die Liebe zu entscheiden, und als sie darauf hinweist, dass er eine Geliebte habe, gibt der Prinz zu, dass er sich Yvette nur zum Schein als Geliebte halte. Daraufhin läuft Olympia Charlie nach, der sie beinahe mit seinem Auto überfährt. Obwohl sie auch diesmal unverletzt bleibt, bittet Olympia Charlie erneut, sie zu tragen … und sei es bis nach Pittsburgh.

## Produktionsnotizen
Die Dreharbeiten zu Prinzessin Olympia begannen in Wien am 1. Juni 1959 und endeten gut sechs Wochen darauf, Mitte Juli desselben Jahres. Drehorte waren Wien und Umgebung (u. a. die Hofburg, Schloss Schönbrunn und Burg Kreuzenstein) sowie die Wiener Rosenhügelstudios und die Titanus Filmstudios in Rom.
Die Weltpremiere fand am 16. März 1960 in Rom statt, die deutsche Erstaufführung war am 12. April 1960 in Hamburg.
Gene Allen übernahm die Produktionsleitung, Ring Lardner junior wirkte ungenannt am Drehbuch mit. Hal Pereira entwarf die Filmbauten. Vittorio de Sica half bei den Szenen in Italien nicht nur Regisseur Curtiz, sondern studierte mit seiner einstigen „Entdeckung“ Loren auch deren Szenen ein. Robert Stolz komponierte das als auch als musikalisches Thema dienende Lied „A breath of a Scandal“. Der russischstämmige Modefotograf George Hoyningen-Huene war als Farbberater tätig und gestaltete hier das einzige Mal Filmkostüme, die von der Wienerin Ella Bei und dem traditionsreichen Wiener Herrenausstatter Kniže & Comp. geschneidert wurden. Die österreichischen Filmbauten vor Ort in Wien gestaltete Wolf Witzemann.

## Kritiken
Die Bewertungen fielen durchgehend schwach bis ausgesprochen schlecht aus. Nachfolgend vier Beispiele:
- Der Movie & Video Guide nannte den Film „ein schlappes Vehikel für Loren“ und befand, dass „Gavin, Chevalier und Lansbury vergeblich einiges Leben in die Vorgänge pumpen“ würden.[2]
- Halliwell‘s Film Guide charakterisierte den Film als „ausufernd flach und langweilig“.[3]
- Im Lexikon des Internationalen Films heißt es: „Ein operettenähnliches Lustspiel von Michael Curtiz, das anspruchslos-lebhaft unterhält.“[4]
- Hal Erickson von Allmovie wiederum stellte überrascht fest, dass Regisseur Curtiz es zulasse, „dass das Tempo an den entscheidenden Stellen nachlässt.“[5]

## Belege und weiterführende Informationen
1. 1 2  Alessandro Cicognini – A Breath of Scandal (Opening Titles) auf YouTube, abgerufen am 23. Juni 2023.
2. ↑  Leonard Maltin: Movie & Video Guide, 1996 edition, S. 163
3. ↑  Leslie Halliwell: Halliwell‘s Film Guide, Seventh Edition, New York 1989, S. 696
4. ↑  Prinzessin Olympia. In: Lexikon des internationalen Films. Filmdienst, abgerufen am 9. Januar 2022.
5. ↑  Hal Erickson: Prinzessin Olympia (Memento vom 9. Januar 2022 im Internet Archive) bei AllMovie (englisch, Wertung )